# Луков Кордон
Луков Кордон — село в Александрово-Гайском районе Саратовской области, в составе сельского поселения Александрово-Гайское муниципальное образование. В селе имеется средняя школа, отделение связи.
Население - 662 (2018)

## История
Основан на так называемых "городских" землях Новоузенска не позднее 1910 года
(однако селение "Луков Гай" присутствует на "Карте постов против киргиз-кайсаков 1862 года, как часть кордонной линии с 1803 года, отсюда вероятно и современная вторая часть названия) 
В 1970 году с центральной усадьбой в Луковом Кордоне был организован совхоз «Новостепной», были открыты контора, магазин, клуб, библиотека, отделение связи и Новостепновская 
8-летняя школа. В 1974 году школа была реорганизована в среднюю
После муниципальной реформы Луков Кордон являлся центром сельского поселения Новостепновское муниципальное образование. Законом Саратовской области от 24 февраля 2016 года № 21-ЗСО, Новостепновское муниципальное образование было упразднено, включено в состав Александрово-Гайского муниципального образования.

## Физико-географическая характеристика
Село расположено в пределах северной периферии Прикаспийской низменности, относящейся к Восточно-Европейской равнине, на левом берегу реки Большой Узень, на высоте около 25 метров над уровнем моря. Почвы - солонцы луговатые (полугидроморфные).
По автомобильным дорогам расстояние до районного центра села Александров Гай — 43 км, до областного центра города Саратов — 240 км, до ближайшего города Новоузенск - 29 км.
Климат
Климат умеренный континентальный (согласно классификации климатов Кёппена — Dfa). Многолетняя норма осадков — 319 мм. Наибольшее количество осадков выпадает в июле — 34 мм, наименьшее в марте — 18 мм. Среднегодовая температура положительная и составляет + 6,4 °С, средняя температура самого холодного месяца февраля −11,3 °С, самого жаркого месяца июля +23,2 °С.
Часовой пояс
Луков Кордон, как и вся Саратовская область, находится в часовой зоне МСК+1. Смещение применяемого времени относительно UTC составляет +4:00.

## Население
| 1910 | 2002 |
| ---- | ---- |
| 15   | 749  |

| 2002 | 2010 | 2018 |
| ---- | ---- | ---- |
| 749  | ↘565 | ↗662 |

Национальный состав
Согласно результатам переписи 2002 года большинство населения составляли казахи (52 %) и русские (34 %).